# Гасанов, Габиб Рагим оглы
Габиб Рагим оглы Гаса́нов — советский хозяйственный, государственный и политический деятель.

## Биография
Родился в 1922 году в селе Агзибир. Член КПСС с 1945 года.
С 1941 года — на хозяйственной, общественной и политической работе. В 1941—1988 гг. — учитель, директор сельской школы, слушатель
ВПШ, заведующий отделом Азизбековского РК КП Армении,  заведующий отделом редакции газеты «Совет Эрменистаны», секретарь Эчмиадзинского
райкома партии, первый секретарь Амасийского РК КП Армении, редактор газеты «Совет Эрменистаны», первый секретарь Таузского РК КП Азербайджана, председатель Государственного комитета лесного хозяйства Азербайджанской ССР, министр лесного хозяйства Азербайджанской ССР.
Избирался депутатом Верховного совета Армянской ССР 4-8-го созывов, Верховного Совета Азербайджанской ССР 9-11-го созывов.
Умер в Баку в 2004 году.